# Moritz Milatz
Moritz Milatz (Friburgo, 24 de junio de 1982) es un deportista alemán que compitió en ciclismo de montaña en la disciplina de campo a través.
Ganó tres medallas en el Campeonato Europeo de Ciclismo de Montaña entre los años 2004 y 2014. Obtuvo una medalla de plata en el Campeonato Mundial de Ciclismo de Montaña en Maratón de 2012 y una medalla de bronce en el Campeonato Europeo de Ciclismo de Montaña en Maratón de 2007.

## Medallero internacional
| Año  | Lugar                 | Medalla          | Competición                |
| ---- | --------------------- | ---------------- | -------------------------- |
| 2004 | Wałbrzych (Polonia)   | Medalla de plata | Campo a través por relevos |
| 2012 | Moscú (Rusia)         | Medalla de oro   | Campo a través             |
| 2014 | St. Wendel (Alemania) | Medalla de plata | Campo a través por relevos |

| Campeonato Mundial | Campeonato Mundial      | Campeonato Mundial | Campeonato Mundial |
| Año                | Lugar                   | Medalla            | Competición        |
| ------------------ | ----------------------- | ------------------ | ------------------ |
| 2012               | Ornans (Francia)        | Medalla de plata   | Campo a través     |
| Campeonato Europeo |                         |                    |                    |
| Año                | Lugar                   | Medalla            | Competición        |
| 2007               | Sankt Wendel (Alemania) | Medalla de bronce  | Campo a través     |